# Moorshoven
Moorshoven ist ein Ortsteil der Mittelstadt Wegberg im Kreis Heinsberg im Bundesland Nordrhein-Westfalen.

## Geografie

Gaststätte Maydt 1911

Ortsansicht mit Kapelle um 1880

Ortsansicht Moorshoven um 1930

### Lage
Moorshoven liegt südöstlich von Wegberg an der Landesstraße 127. Seit dem frühen Mittelalter bis um 1924 führte die Landstraße „Neußerbahn“ durch den Ort, die Wassenberg via Schwanenberg mit Mönchengladbach-Rheindahlen verband. Der Ort wird im Süden vom Beeckbach tangiert, dessen ursprünglich am jetzigen Feuerwehrhaus entspringende Quelle 1906 verfüllt wurde.

### Nachbarorte
| Beeck     | Ellinghoven                                 | Gripekoven       |
| Uevekoven | Kompassrose, die auf Nachbargemeinden zeigt | Kipshoven        |
| Holtum    | Schönhausen                                 | Bissen bei Beeck |

## Geschichte
Moorshoven (übersetzt: Hof im Moor) ist entstanden aus einem Adelshof, der später zur Burg ausgebaut wurde. Noch heute sind von der damaligen Burg, dem Haus Moorshoven, die Wassergräben zu erkennen. Ein Adelsgeschlecht von Moorshoven erscheint erstmals im 13. Jahrhundert. Die früheste bekannte Erwähnung eines Herrn von Morshoven datiert auf das Jahr 1242. Eine weitere urkundliche Erwähnung von Moorshoven ist aus dem Jahre 1294/95 bekannt, wo in einer Rechnung der Grafschaft Geldern Sibertus und Goswin von Moorshoven als Vasallen genannt werden. Nach einer abwechslungsreichen Besitzergeschichte wurde die Burg Anfang des 17. Jahrhunderts an die Herren von Beeck verkauft. Ein Franco von Moorshoven wurde als Raubritter 1354 vom Erzbischof von Köln gefangen genommen und hingerichtet. Dies war im gleichen Jahr, in dem die Burg in Gripekoven geschleift wurde. Die mittelalterliche Wasserburg der Herren von Morshoven war ein landtagsfähiger Rittersitz. Im 19. Jahrhundert wurde die inzwischen verfallene Burganlage durch eine neue Hofanlage, dem Moorhof, ersetzt.

## Infrastruktur
Es existieren zwei Gaststätten/Hotels mit Übernachtungsmöglichkeiten, vier landwirtschaftliche Betriebe, drei Pferdehöfe und ein Elektrobetrieb sowie einige Kleingewerbebetriebe. Ein Kinderspielplatz ist vorhanden.
1869 wurde in Moorshoven die erste Dampfmaschine der Gemeinde Beeck in Betrieb genommen. Sie hatte 8 PS und trieb die Maschinen einer Flachsschwingerei und Wattefabrik in der Steinstraße Nr. 12 (Winand Büschgens) an.

## Busverkehr

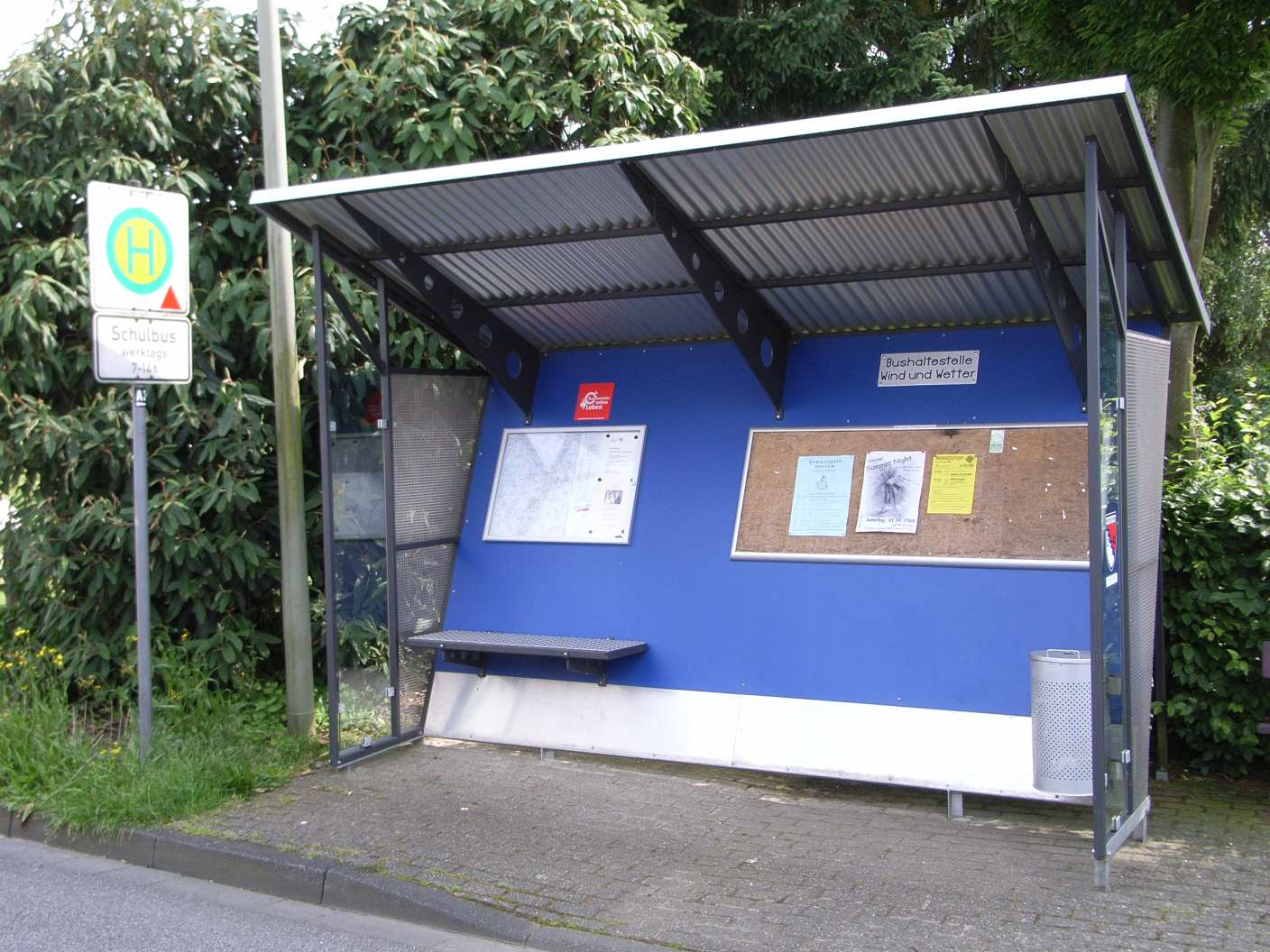
Bushaltestelle „Wind und Wetter“ in Moorshoven

In Moorshoven sind zwei Bushaltestellen vorhanden. Eine davon befindet sich an der Straße von Wegberg nach Erkelenz/Mönchengladbach und eine im Ort in der Nähe der Kapelle. Die Bushaltestelle im Ort wird nur von der AVV-Linie 411 bedient, die andere wird von der AVV-Linie 412 und der VRR-Linie 017 bedient. Abends und am Wochenende kann außerdem der MultiBus angefordert werden.
| Linie | Betreiber | Verlauf |
| ----- | --------- | --- |
| 411   | west      | morgens: Kehrbusch → Isengraben → Flassenberg → Rath-Anhoven Schule → Schönhausen → Felderhof → Bissen bei Beeck → Moorshoven → Holtum → Uevekoven → Wegberg → Beeck Grundschule morgens: Bissen → Busch → Holtmühle → Kipshoven → Gripekoven – Ellinghoven → Beeck Grundschule → Wegberg mittags/nachmittags: Wegberg → Beeck Grundschule → Holtum → Uevekoven → (Bissen →) Busch → Holtmühle → Kipshoven → Gripekoven → Ellinghoven → Moorshoven → Bissen bei Beeck → Felderhof → Schönhausen → Rath-Anhoven Schule → Isengraben → Flassenberg → Kehrbusch |
| 412   | west      | Erkelenz Bf – Erkelenz Gymnasium / Erkelenz Burg – Borschemich (neu) – Kuckum (neu) – Keyenberg (neu) – Rath-Anhoven – Mehlbusch – Kipshoven – Moorshoven – Beeck – Beeckerheide – Gerichhausen – Wegberg Bf – Wegberg Busbf |
| 017   | NEW       | Lürrip – Mönchengladbach Hbf – Geroplatz – Holt – Nordpark – Dorthausen – Rheindahlen (– Kipshoven – Moorshoven – Beeck – Beeckerheide – Gerichhausen – Wegberg Busbf) (AVV-Tarif gilt nur im Kreis Heinsberg) |

## Religion

### Kapelle

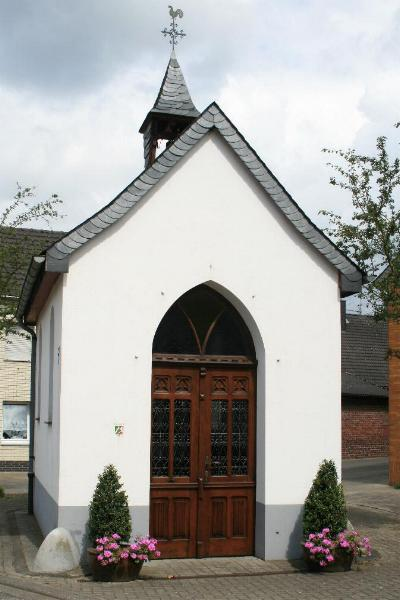
Kapelle in Moorshoven

Moorshoven gehörte schon seit frühester Zeit zur Pfarre Beeck. Im Jahre 1746 wurde an jetzigen Standort der Kapelle ein Kreuz aus Eichenholz errichtet. Im gleichen Jahr wurde auch in Rath-Anhoven und in Schönhausen nach einer Volksmission Kreuze errichtet.
Da dieses Missionskreuz in Moorshoven Wind und Wetter ausgesetzt war, wurde um das Kreuz aus Steinen der verfallenen Burganlage ein Häuschen gebaut, die heutige Kapelle. Sie ist dem Hl. Franziskus von Assisi geweiht.

### Hagelkreuz
Das Hagelkreuz an der Straße Am alten Schlagbaum fand 1770 seine erste Erwähnung. 1940 wurde das Kreuz von deutschen Soldaten abgeräumt, um ihren schweren Fahrzeugen die Durchfahrt zu ermöglichen. 1945 wurde es von der Dorfgemeinschaft neu errichtet. Der alte, gusseiserne Korpus wurde wiederverwendet. Im Rückblick auf die Zeit des Nationalsozialismus und Krieges, wurde die Inschrift „Im Kreuz allein ist Heil“ gewählt.

## Moorshovener Feuerwehr

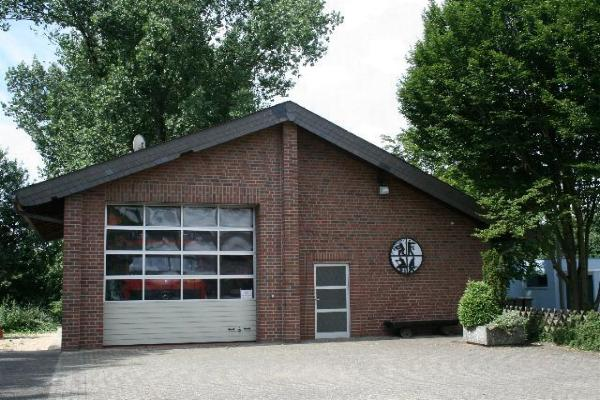
Feuerwehrhaus in Moorshoven

Der gesamte ehemalige Gemeindebezirk Beeck war lange Jahre auch der Löschbezirk der Freiwilligen Feuerwehr Moorshoven. Gegründet wurde die Löschgruppe 1894, als die Anzahl der Feuerspritzen in der damaligen Bürgermeisterei Beeck auf sechs erhöht werden durfte und Moorshoven den Zuschlag für diese sechste Feuerwehrspritze bekam. In den folgenden Jahrzehnten wurde die Moorshovener Feuerwehr immer wieder modernisiert. 1908 erbaute sie den Steigerturm, 1952 kam erstmals die Motorspritze zum Einsatz, 1958 fand die Übergabe des ersten Feuerwehrfahrzeuges, 1966 bekam sie ein neues Allradfahrzeug mit eingebautem Löschwassertank für 800 l Löschwasser. Im Jahre 1986 wurde das neue, in Eigenleistung erbaute Feuerwehrhaus eingeweiht. Ein neues Fahrzeug LF8/6 wurde der Löschgruppe 1990 übergeben.
Mit der kommunalen Neuordnung 1972 ging die Feuerwehr Moorshoven in die Freiwillige Feuerwehr Wegberg, Löschgruppe Moorshoven, über. Für ihren steten, selbstlosen Einsatz wurde der Löschgruppe Moorshoven 1989 der Beecker Flachsmarktpreis verliehen.

## Sehenswürdigkeiten

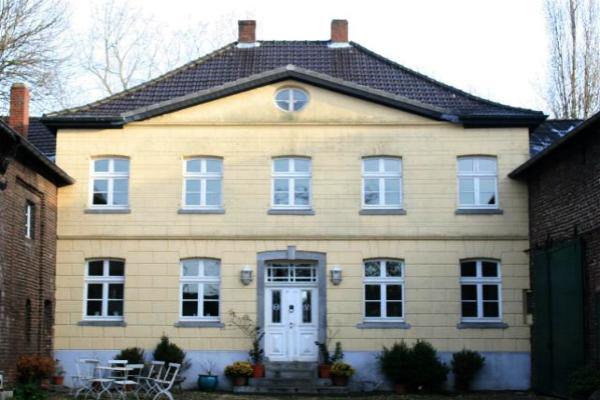
Gehöft am Moorhof in Moorshoven

- Kapelle von 1746, Kapellenstraße als Denkmal Nr. 72. Sie ist dem Hl. Franziskus von Assisi geweiht.
- Gehöft, Am Moorhof als Denkmal Nr. 73
- Hagelkreuz, Ecke Am Alten Schlagbaum / Am Moorhof
- Feuerwehrhaus der Löschgruppe Moorshoven
- Grabenanlage des früheren Hauses Moorshoven

## Persönlichkeiten
- Wilhelm von Morshoven wird in einer Urkunde des Konvents der hl. Maria zu Roermond aus dem Jahr 1242 als Zeuge einer Schenkung des Herrn von Saffenberg genannt. Erste urkundliche Erwähnung eines Herrn von Morshoven (in früheren Schreibweisen erscheint der Ortsname als Morshoven, Moirshoven oder Moershoven).
- Adam II von Morshoven (vor 1290–28. November 1370), trat 1316 als Ritter in den Dienst der Stadt Köln. 1354 wurde er als Vogt im Amt Wassenberg genannt.
- Franko von Morshoven, einer der drei Söhne Adams II, wurde 1354 als Landfriedensbrecher durch das Erzbistum Köln verurteilt und hingerichtet. Ihm wurde u. a. Entführung, Geiselnahme und Brandstiftung vorgeworfen.
- Arnold Ellinghoven (27. November 1813–28. Dezember 1890), genannt „Schur Nölleske“. Heilpraktiker und Wohltäter, besonders für die Pfarrkirche in Beeck. Er wohnte im Haus Steinstraße Nr. 14
- Hermann Hubert Vasters (22. Januar 1817–1. August 1890), Landwirt in Moorshoven und Bürgermeister der Gemeinde Beeck, von 1855 bis 1890. Er bewohnte Haus Morshoven.

## Vereine
- Dorfgemeinschaft Moorshoven
- St.-Martin-Gesellschaft, gegründet 1913, organisiert den traditionellen Martinszug durch die Orte Moorshoven, Bissen, Felderhof und Schönhausen.
- Freiwillige Feuerwehr Moorshoven